# Lasówka (województwo dolnośląskie)

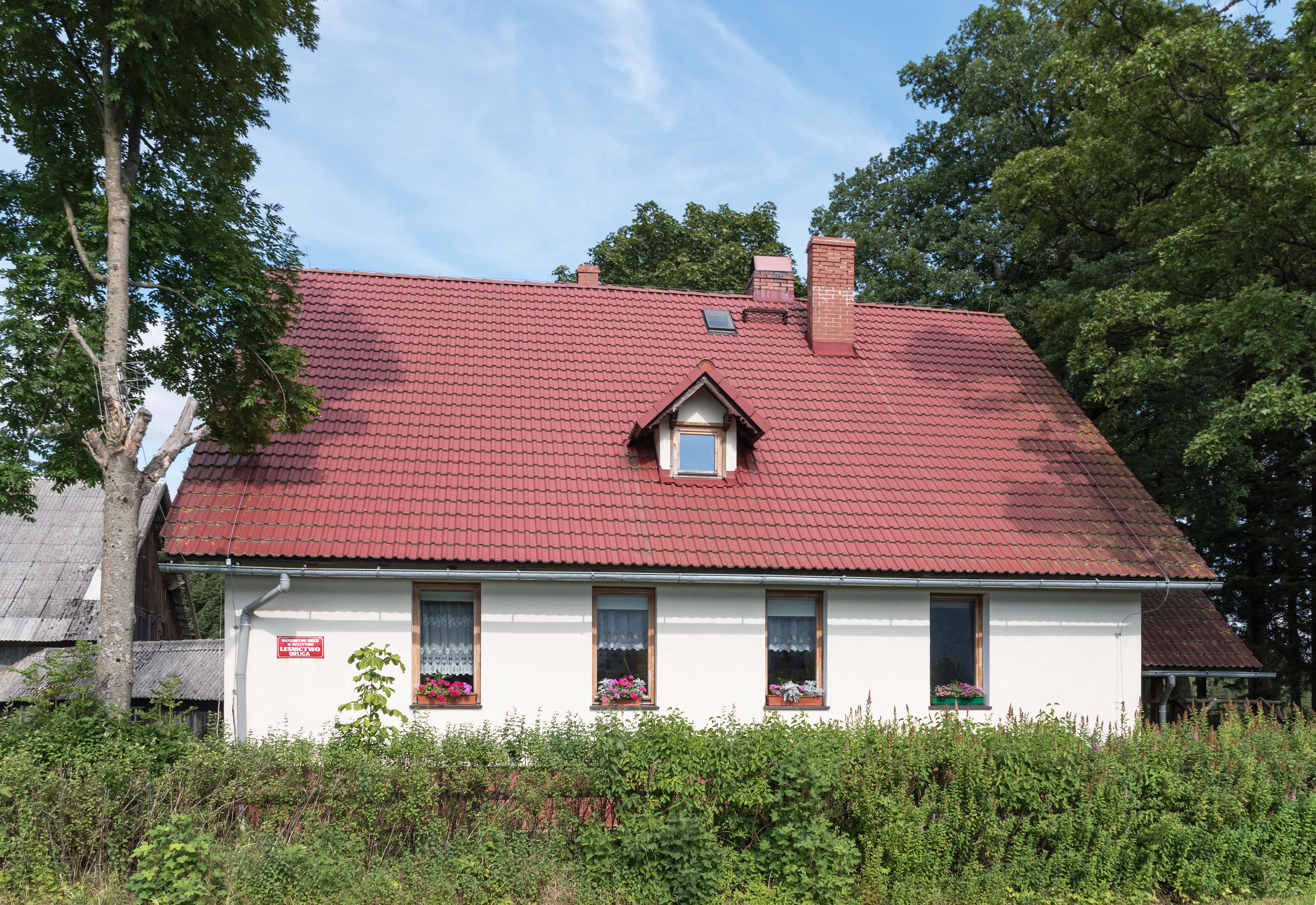
Leśnictwo Orlica

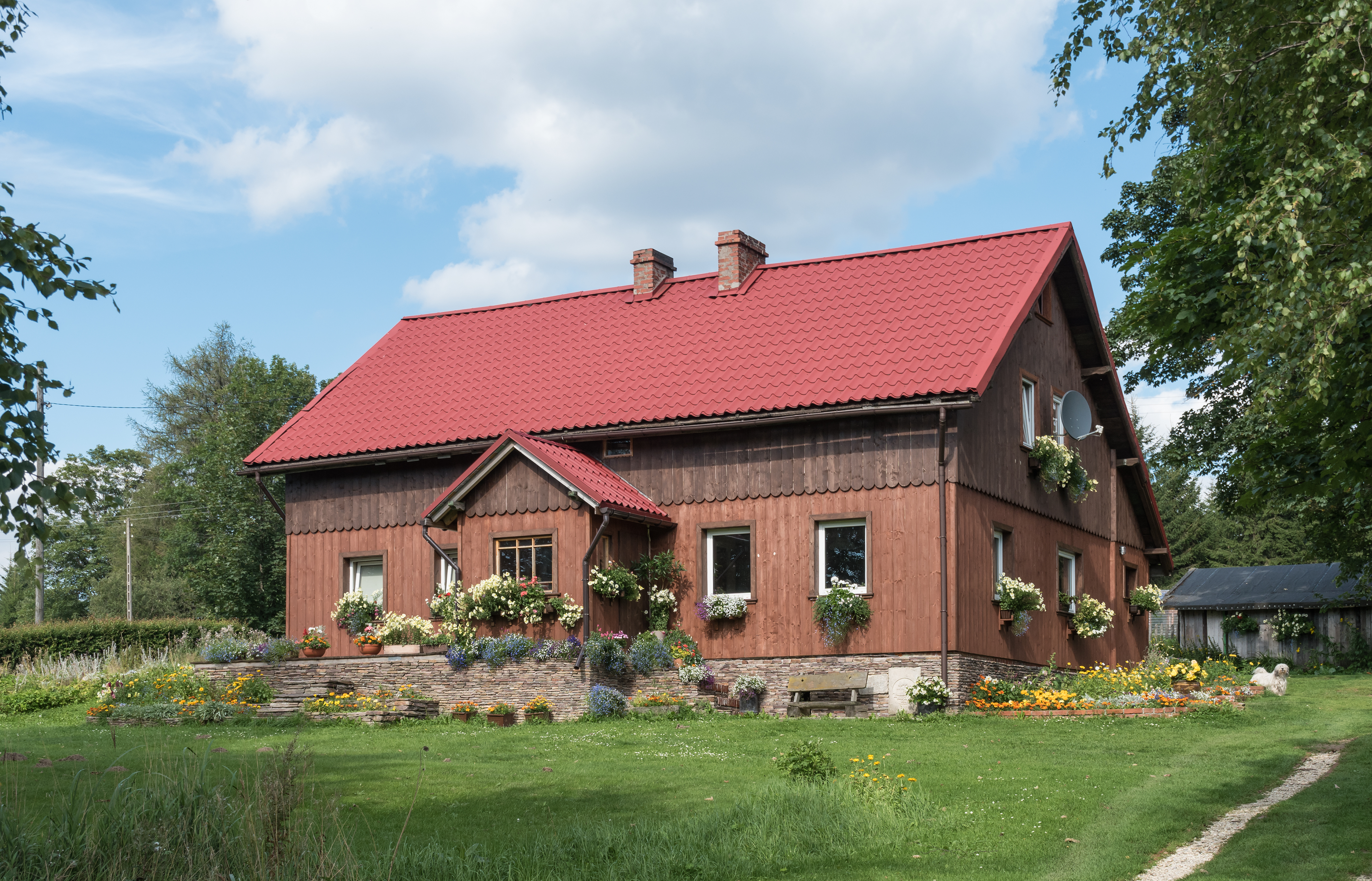
Dom nr 44

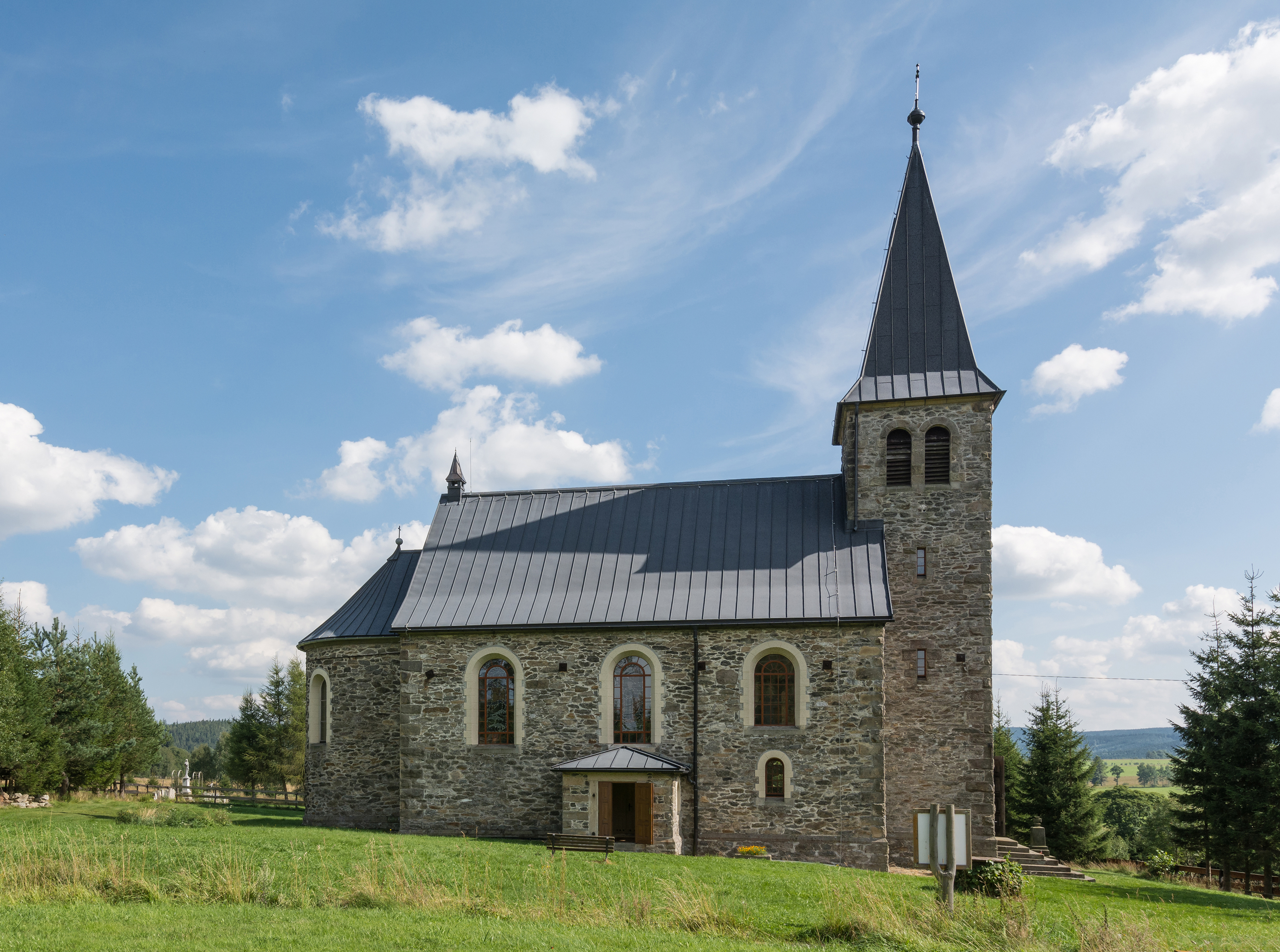
Kościół św. Antoniego

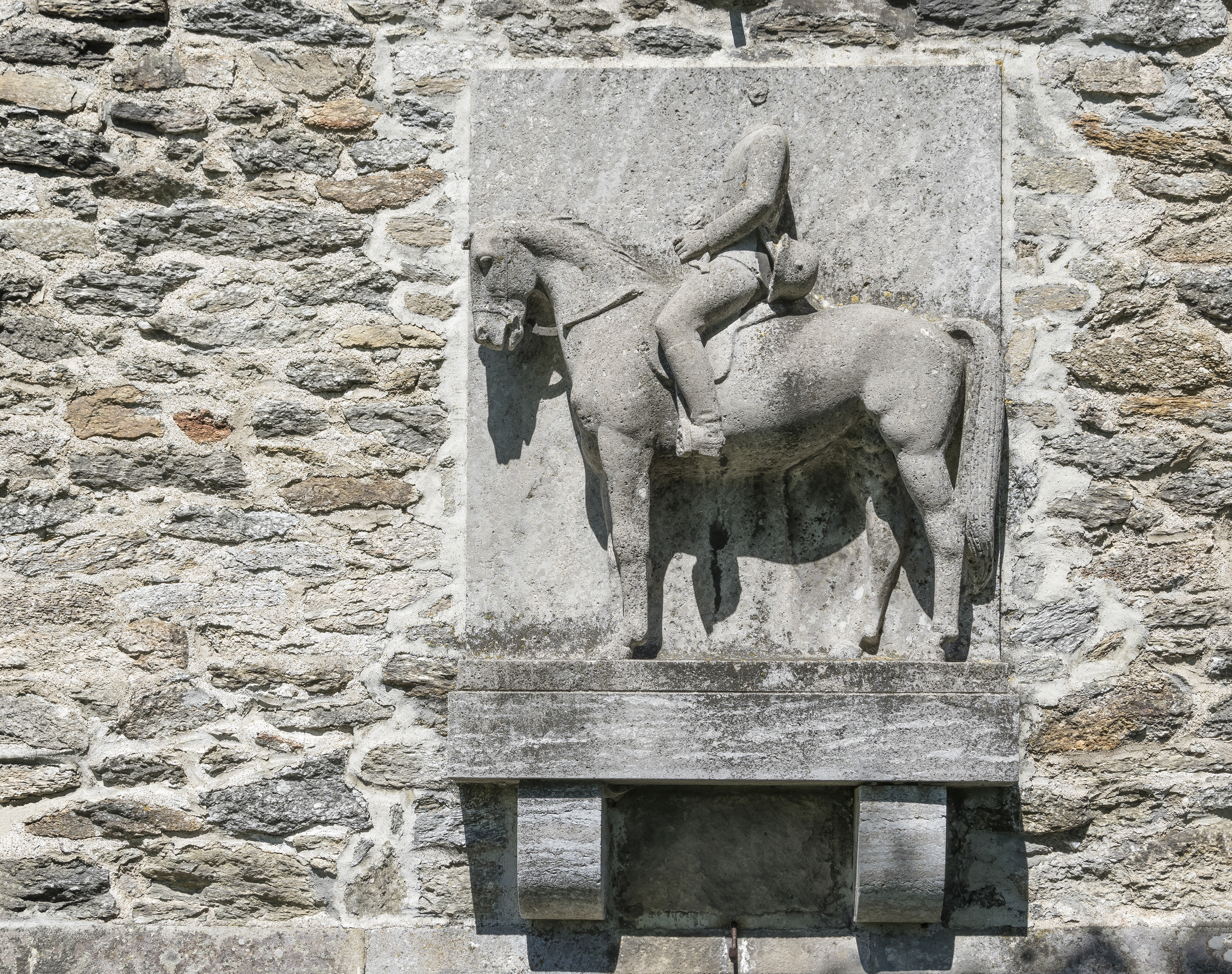
Uszkodzony pomnik ofiar I wojny światowej, na ścianie kościoła

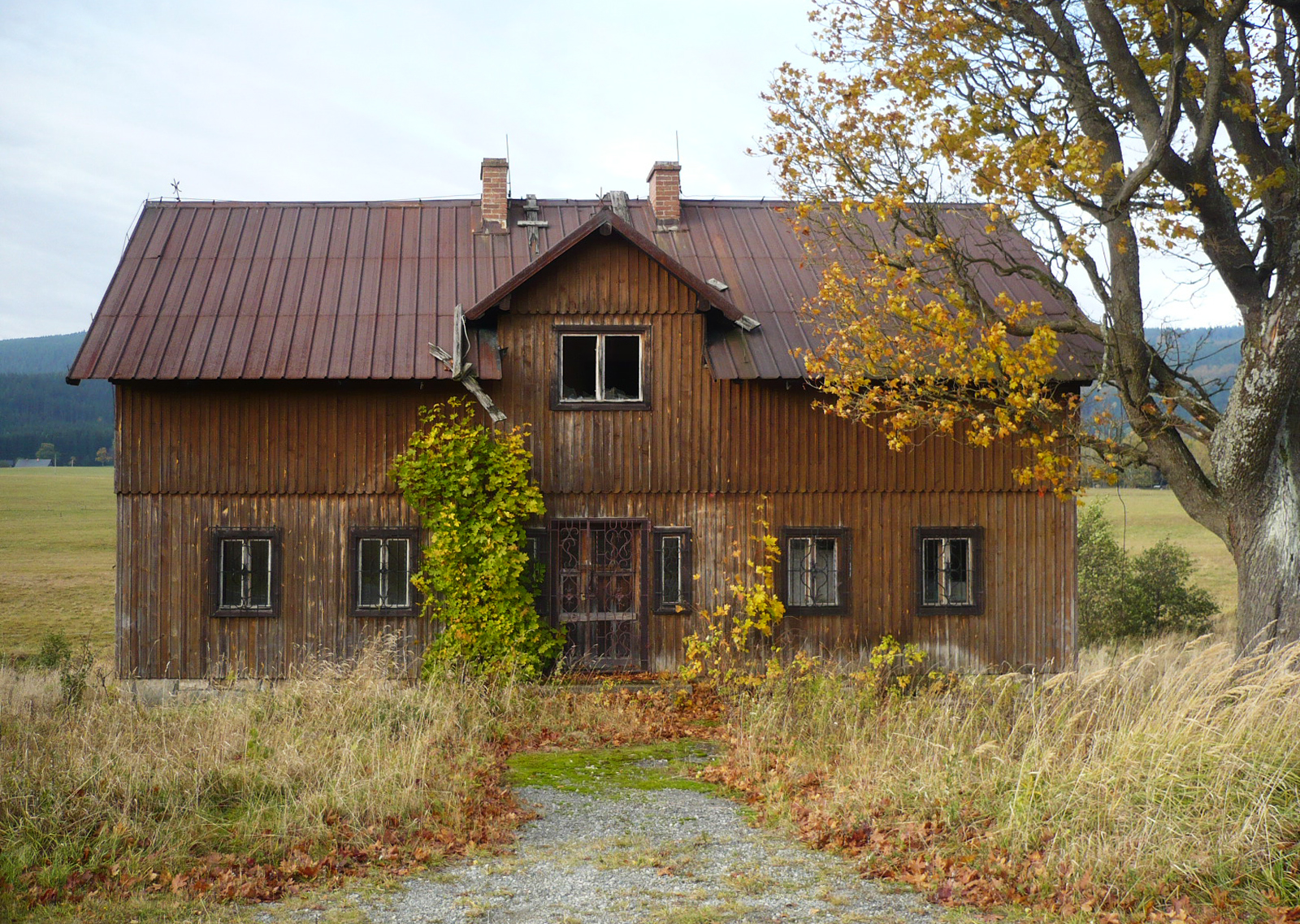
Dom sudecki

Lasówka (do roku 1945 niem. Kaiserswalde) – wieś w Polsce położona w województwie dolnośląskim, w powiecie kłodzkim, w gminie Bystrzyca Kłodzka.

## Położenie
Lasówka położona jest w Sudetach Środkowych około 16 km na zachód od Bystrzycy Kłodzkiej, nad lewym brzegiem Dzikiej Orlicy, w górnej części Doliny Dzikiej Orlicy między Górami Bystrzyckimi, na północnym wschodzie, a Górami Orlickimi czes. Orlicke hory, na południowym zachodzie przy granicy z Czechami.

## Historia
Lasówka powstała pod koniec XVI wieku jako strażnica chroniąca przygraniczne lasy hrabstwa kłodzkiego po przesunięciu w 1589 granicy na nurt Dzikiej Orlicy. Pierwsze wzmianki o niewielkiej osadzie drwali i szklarzy powstałej przy leśnej strażnicy pochodzą z początku 1660, osada wchodziła wówczas w dobra zamku Szczerba. W 1612 zbudowano tu hutę szkła, która wykorzystywała drewno z pobliskiego Cesarskiego Lasu. Po zniszczeniu huty podczas wojny trzydziestoletniej produkcję uruchomił ponownie w 1656 Adam Peterhansel. Powstał tu też folwark i kilka domów mieszkalnych. Osada, która rozwinęła się w rozproszoną wieś na podstawie układu z roku 1662, otrzymała nazwę Kaiserswalde od cesarskiego lasu. W XIX wieku miejscowa huta wyspecjalizowała się w produkcji biżuterii ze specjalnego szkła kryształowego, zwanego "czeskim szkłem".
W 1727 Cesarski Las został wykupiony przez hrabiego Wallisa z Pławnicy, który wydzierżawił hutę braciom Rohrbachom. W 1770 rozszerzyli oni produkcję na zakład w Batorowie. W roku 1801 wieś wykupił Jan Krzysztof Rohrbach. Od 1837 właścicielami dóbr byli Hatscherowie, krewni braci Rohrbachów. W roku 1857 huta została kupiona i rozbudowana przez A. Pangratza. We władaniu jego potomków pozostała do roku 1945, zyskując dużą renomę. W oparciu o czysty piasek z rejonu Rudawy produkowano szkło dmuchane, laboratoryjne, kryształy. W połowie XIX wieku funkcjonowały: potażarnia, browar, gorzelnia, liczne warsztaty tkackie, fabryka zapałek. Na przełomie XIX–XX wieku wieś była jedną z większych miejscowości w Dolinie Dzikiej Orlicy. Pod koniec XIX wieku nastąpił znaczny napływ turystów i letników. W 1910 we wsi mieszkało 660 mieszkańców.
Po II wojnie światowej dokuczliwości przygraniczne oraz polityka osiedleńcza doprowadziła do dużych zmian w regionie Gór Bystrzyckich. W miejsce wysiedlonych Niemców i Czechów osiedlono na Ziemiach Zachodnich ekspatriowanych (wysiedlonych) mieszkańców wschodnich terenów przedwojennej Polski, włączonych do Związku Radzieckiego. Po 1945 huta szkła funkcjonowała jako filia zakładów w Szczytnej, kilka lat potem hutę zamknięto, a szlifiernię zlikwidowano w końcu lat pięćdziesiątych.  Nowi osadnicy pozbawieni byli pomocy państwa, w przeciwieństwie do wcześniejszych niemieckich osadników (dotowanych na podstawie tzw. ustaw górskich), co stało się przyczyną upadku rolnictwa w tym terenie i wyludniania się wiosek górskich. Na początku XXI wieku we wsi mieszkało poniżej 100 mieszkańców. Stare zabudowania zanikają, pojawiają się nowe domki letniskowe. W marcu 2011 miejscowość liczyła 108 mieszkańców.
W latach 1975–1998 miejscowość administracyjnie należała do województwa wałbrzyskiego.

## Charakterystyka
Lasówka to rozciągnięta, przygraniczna wieś łańcuchowa, położona u południowo-zachodniego zbocza Gór Bystrzyckich, wzdłuż dawnej drogi nadgranicznej, a obecnie Autostrady Sudeckiej. Jest to wieś o charakterze turystycznym, charakteryzująca się luźną zabudową.
Sędziwe zabudowania wsi położone są w większości po jednej stronie drogi. Stoją one rozrzucone na łąkach łagodnego zbocza Kłobuka, na wysokości od 680 do 730 m n.p.m. Jest to wieś zanikająca, ubywa stałych mieszkańców ze względu na niszczenie domów, a przybywa domków letniskowych, właściciele tych domów w większości pochodzą z Wrocławia i okolic. Wieś przypomina żywy skansen, i jako taka zasługuje na ochronę, gdyż wiele domów przestało już istnieć, a po niektórych obejściach gospodarczych zostały już tylko fundamenty. Parę innych domostw chyli się ku upadkowi. Większość starszych zabudowań jest w złym stanie. Miejscowość posiada dobre warunki klimatyczne i wypoczynkowe.
Wieś położona jest w pobliżu dużego ośrodka sportów zimowych, Zieleńca, dzielnicy Dusznik-Zdroju. Otoczenie wsi stanowią rozległe półdzikie górskie łąki, a wzniesienia porastają lasy świerkowo-bukowe regla dolnego.
Okolice Lasówki są malowniczo położone, a z wielu miejsc roztacza się rozległa panorama na najwyższą część Gór Orlickich. We wsi zachował się kamienny kościół filialny św. Antoniego z 1912 oraz kilka zabytkowych sudeckich drewnianych chałup mieszkalnych z XIX wieku oraz fundamenty trzech pieców szklarskich.

## Zabytki
Do wojewódzkiego rejestru zabytków wpisany jest kościół filialny pw. Antoniego z lat 1910–1912.
Wzniesiony z piaskowca z wysokim, czterospadowym hełmem wieży i wyposażeniem wnętrza z początku XX wieku, w tym ołtarz główny i dwa boczne z obrazami patronów Matki Bożej i św. Józefa. Przy prawej stronie stoi chrzcielnica z piaskowca.
W murze znajduje się płaskorzeźbiony jeździec (bez głowy), będący uszkodzonym pomnikiem ofiar I wojny światowej, a jego postać nawiązuje do słynnego jeźdźca bamberskiego.
Inne zabytki:
- fundamenty szlifierń przy bocznej drodze: jednej koło kościoła, oraz drugiej przy dojściu drogi do Dzikiej Orlicy,
- fundamenty trzech pieców szklarskich przy bocznej dróżce między rzeką a drogą wiejską,
- sudeckie drewniane chałupy mieszkalne z XIX wieku,
- do 5/6 sierpnia 2016 w pobliżu kościoła znajdowała się na cokole piaskowcowa figura Matki Boskiej z 1883 lub 1885 r., która została skradziona[8].

## Turystyka
Przez wieś prowadzi szlak turystyczny  czerwony prowadzący z Długopola-Zdroju do Dusznik-Zdroju.

## Urodzeni
- Wilhelm Rohrbach – urodzili się w Lasówce[1], malarz na szkle, kontynuator wieloletniej tradycji miejscowego zdobnictwa szkła artystycznego.